# Псотино
Псотино — деревня в городском округе Луховицы Московской области России. Расположена неподалёку от реки Вобли, вблизи посёлка Сельхозтехника, между деревнями Выкопанка и Ивняги. Связана регулярным автобусным сообщением с Коломной, Луховицами и близлежащими населёнными пунктами.
Ранее деревня относилась к Зарайскому уезду Рязанской губернии. Зарайский уезд Рязанской губернии просуществовал до января 1929 года, потом Псотино было уже в составе вновь образованного Луховицкого района Центрально-Промышленной области (с 3 июня 1929 года Московская область).
С 1994 по 2004 год относилась к Выкопанскому сельскому округу Луховицкого района, с 2004 по 2017 года входила в состав сельского поселения Головачёвское Луховицкого района.
В Псотине родился Виктор Александрович Рыховский — заслуженный учитель Российской Федерации[значимость факта?].
| 2002 | 2006 | 2010 |
| ---- | ---- | ---- |
| 302  | →302 | ↘288 |